# Temporada 1993-94 de los Detroit Pistons
La temporada 1993-94 fue la cuadragésimo sexta de los Pistons en la NBA, y la trigésimo séptima en su localización de Detroit, Míchigan. La temporada regular acabaron con 20 victorias y 62 derrotas, ocupando la decimocuarta posición de la Conferencia Este, no logrando clasificarse para los playoffs.
Fue la última temporada para dos de sus jugadores clave de los últimos años, Bill Laimbeer, que se retiró el 1 de diciembre, sin terminar la temporada, e Isiah Thomas, que ponía fin a 13 años de carrera en los Pistons.

## Elecciones en elDraft
| Ronda | Puesto | Jugador        | Posición | Nacionalidad   | Universidad   |
| ----- | ------ | -------------- | -------- | -------------- | ------------- |
| 1     | 10     | Lindsey Hunter | Base     | Estados Unidos | Jackson State |
| 1     | 11     | Allan Houston  | Escolta  | Estados Unidos | Tennessee     |

## Temporada regular
| División Central      | División Central | División Central | División Central | División Central | División Central | División Central | División Central | División Central |
| Equipo                | G                | P                | %                | PD               | Casa             | Fuera            | Div              |                  |
| --------------------- | ---------------- | ---------------- | ---------------- | ---------------- | ---------------- | ---------------- | ---------------- | ---------------- |
| y-Atlanta Hawks       | 57               | 25               | .695             | –                | 36–5             | 21–20            | 21–7             |                  |
| x-Chicago Bulls       | 55               | 27               | .671             | 2                | 31–10            | 24–17            | 21–7             |                  |
| x-Indiana Pacers      | 47               | 35               | .573             | 10               | 29–12            | 18–23            | 15–13            |                  |
| x-Cleveland Cavaliers | 47               | 35               | .573             | 10               | 31–10            | 16–25            | 16–12            |                  |
| Charlotte Hornets     | 41               | 41               | .500             | 16               | 28–13            | 13–28            | 12–16            |                  |
| Detroit Pistons       | 20               | 62               | .244             | 37               | 10–31            | 10–31            | 4–24             |                  |
| Milwaukee Bucks       | 20               | 62               | .244             | 37               | 11–30            | 9–32             | 9–19             |                  |

## Estadísticas

### Temporada regular
| Rk | Jugador        | Edad | P  | PT | MP   | TC  | TCI  | %TC  | T3  | T3I | %T3  | TL  | TLI | %TL   | RO  | RD  | RT   | AS  | RB  | TAP | BP  | FP  | PTS  |
| -- | -------------- | ---- | -- | -- | ---- | --- | ---- | ---- | --- | --- | ---- | --- | --- | ----- | --- | --- | ---- | --- | --- | --- | --- | --- | ---- |
| 1  | Joe Dumars     | 30   | 69 | 69 | 37.6 | 7.3 | 16.2 | .452 | 1.8 | 4.6 | .388 | 4.0 | 4.8 | .836  | 0.5 | 1.7 | 2.2  | 3.8 | 0.9 | 0.1 | 2.3 | 1.7 | 20.4 |
| 2  | Olden Polynice | 29   | 37 | 36 | 36.5 | 6.0 | 11.0 | .547 | 0.0 | 0.0 | .000 | 1.1 | 2.5 | .457  | 4.0 | 8.3 | 12.3 | 0.6 | 0.6 | 1.0 | 1.3 | 2.9 | 13.1 |
| 3  | Terry Mills    | 26   | 80 | 74 | 34.7 | 7.4 | 14.4 | .511 | 0.3 | 0.9 | .329 | 2.3 | 2.8 | .797  | 2.4 | 6.0 | 8.4  | 2.2 | 0.8 | 0.8 | 1.9 | 3.9 | 17.3 |
| 4  | Sean Elliott   | 25   | 73 | 73 | 33.0 | 4.9 | 10.8 | .455 | 0.4 | 1.2 | .299 | 1.9 | 2.4 | .803  | 0.9 | 2.7 | 3.6  | 2.7 | 0.7 | 0.4 | 1.8 | 2.4 | 12.1 |
| 5  | Isiah Thomas   | 32   | 58 | 56 | 30.2 | 5.5 | 13.2 | .417 | 0.7 | 2.2 | .310 | 3.1 | 4.4 | .702  | 0.8 | 1.9 | 2.7  | 6.9 | 1.2 | 0.1 | 3.5 | 2.2 | 14.8 |
| 6  | Lindsey Hunter | 23   | 82 | 26 | 26.5 | 4.1 | 10.9 | .375 | 0.8 | 2.5 | .333 | 1.3 | 1.7 | .732  | 0.6 | 1.7 | 2.3  | 4.8 | 1.5 | 0.1 | 2.2 | 2.1 | 10.3 |
| 7  | Bill Laimbeer  | 36   | 11 | 5  | 22.5 | 4.3 | 8.2  | .522 | 0.3 | 0.8 | .333 | 1.0 | 1.2 | .846  | 0.8 | 4.3 | 5.1  | 1.3 | 0.5 | 0.4 | 0.9 | 2.7 | 9.8  |
| 8  | Greg Anderson  | 29   | 77 | 47 | 21.1 | 2.6 | 4.8  | .543 | 0.0 | 0.0 | .333 | 1.1 | 2.0 | .571  | 2.4 | 5.0 | 7.4  | 0.7 | 0.7 | 0.9 | 1.2 | 3.0 | 6.4  |
| 9  | Charles Jones  | 36   | 42 | 0  | 20.9 | 0.9 | 1.9  | .462 | 0.0 | 0.0 | .000 | 0.5 | 0.8 | .559  | 2.1 | 3.5 | 5.6  | 0.7 | 0.3 | 1.0 | 0.3 | 3.2 | 2.2  |
| 10 | Allan Houston  | 22   | 79 | 20 | 19.2 | 3.4 | 8.5  | .405 | 0.4 | 1.5 | .299 | 1.1 | 1.4 | .824  | 0.2 | 1.3 | 1.5  | 1.3 | 0.4 | 0.2 | 1.3 | 2.1 | 8.5  |
| 11 | David Wood     | 29   | 78 | 3  | 15.2 | 1.5 | 3.3  | .459 | 0.3 | 0.6 | .449 | 0.8 | 1.1 | .756  | 1.3 | 1.7 | 3.1  | 0.7 | 0.5 | 0.2 | 0.4 | 2.6 | 4.1  |
| 12 | Pete Chilcutt  | 25   | 30 | 0  | 13.0 | 1.7 | 4.0  | .425 | 0.1 | 0.5 | .214 | 0.3 | 0.4 | .769  | 1.0 | 2.4 | 3.3  | 0.5 | 0.3 | 0.4 | 0.6 | 1.6 | 3.8  |
| 13 | Mark Macon     | 24   | 35 | 1  | 10.6 | 1.6 | 4.0  | .396 | 0.1 | 0.2 | .286 | 0.4 | 0.7 | .625  | 0.4 | 0.5 | 1.0  | 1.1 | 0.9 | 0.0 | 0.7 | 1.6 | 3.6  |
| 14 | Ben Coleman    | 32   | 9  | 0  | 8.6  | 1.3 | 2.8  | .480 | 0.0 | 0.0 |      | 0.4 | 0.9 | .500  | 1.1 | 1.8 | 2.9  | 0.0 | 0.2 | 0.2 | 0.8 | 1.0 | 3.1  |
| 15 | Tod Murphy     | 30   | 7  | 0  | 8.1  | 0.9 | 1.7  | .500 | 0.0 | 0.0 |      | 0.4 | 0.9 | .500  | 0.6 | 0.7 | 1.3  | 0.4 | 0.3 | 0.0 | 0.1 | 1.1 | 2.1  |
| 16 | Marcus Liberty | 25   | 35 | 0  | 7.8  | 1.0 | 3.3  | .310 | 0.3 | 0.8 | .370 | 0.5 | 1.1 | .486  | 0.7 | 0.9 | 1.6  | 0.4 | 0.3 | 0.1 | 0.6 | 0.8 | 2.9  |
| 17 | Dan O'Sullivan | 25   | 13 | 0  | 4.3  | 0.3 | 0.9  | .333 | 0.0 | 0.0 |      | 0.7 | 0.9 | .750  | 0.2 | 0.6 | 0.8  | 0.2 | 0.0 | 0.0 | 0.2 | 0.8 | 1.3  |
| 18 | Tracy Moore    | 28   | 3  | 0  | 3.3  | 0.7 | 1.0  | .667 | 0.0 | 0.0 |      | 0.7 | 0.7 | 1.000 | 0.0 | 0.3 | 0.3  | 0.0 | 0.7 | 0.0 | 0.0 | 0.0 | 2.0  |

## Galardones y récords
| Jugador        | Galardón                                |
| Lindsey Hunter | 2.º Mejor quinteto de rookies de la NBA |